# Mesocletodes glaber
Mesocletodes glaber är en kräftdjursart som beskrevs av Por 1964. Mesocletodes glaber ingår i släktet Mesocletodes och familjen Argestidae. Arten är reproducerande i Sverige. Inga underarter finns listade i Catalogue of Life.